# Sanitärinstallateur

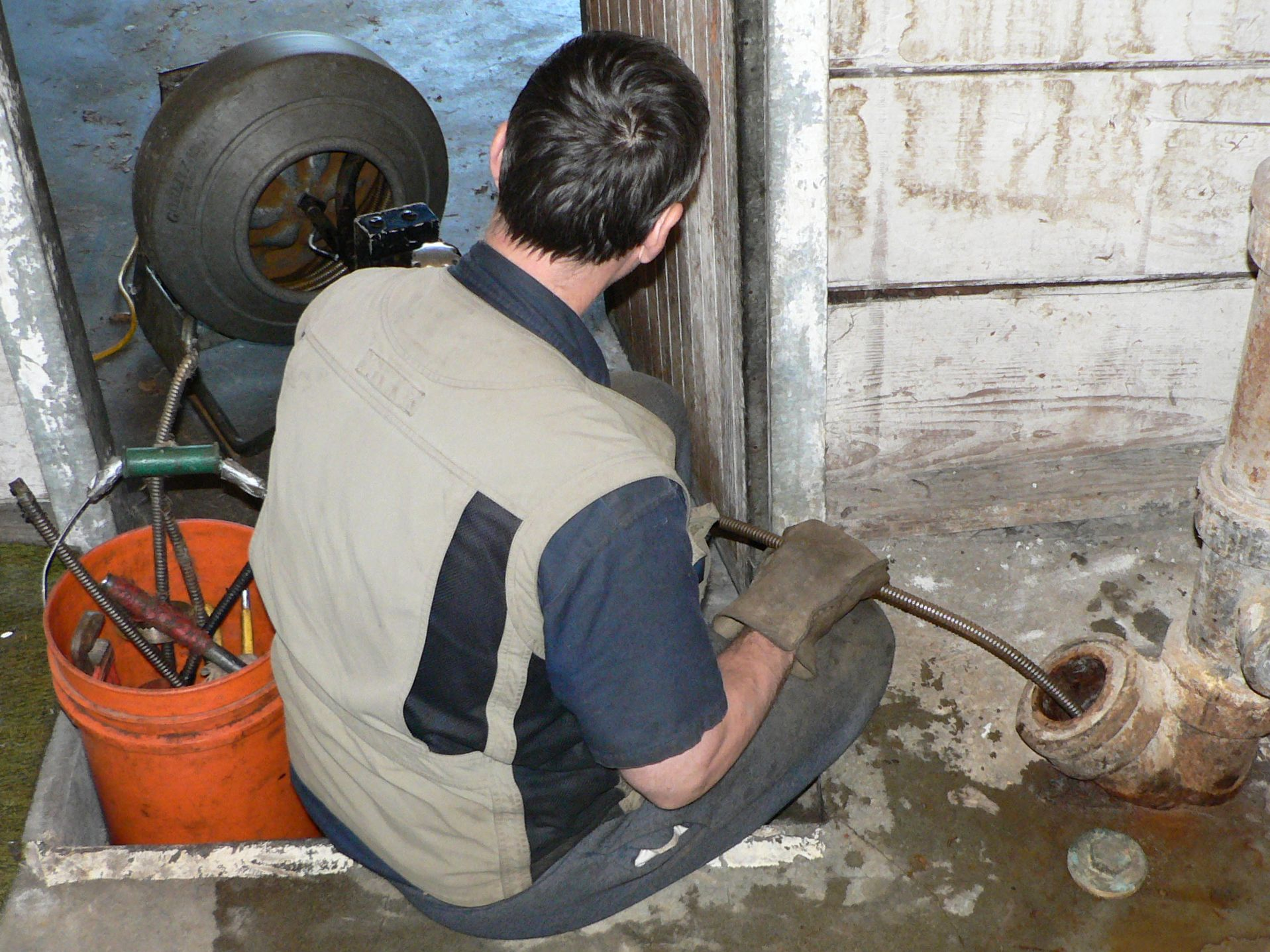
Ein Sanitärinstallateur beim Reinigen einer Abwasserleitung mittels Spirale

Sanitärinstallateur ist in der Schweiz eine berufliche Grundbildung in der Sanitärtechnik und gehört zum Berufsfeld Gebäudetechnik.
In Deutschland war der Gas- und Wasserinstallateur ein Ausbildungsberuf, bis er mit den Berufen des Lüftungs- und Heizungsbauers zum Anlagenmechaniker für Sanitär-, Heizungs- und Klimatechnik zusammengelegt wurde.
Arbeitsgebiete des Sanitärinstallateurs sind die Kalt- und Warmwasserinstallation und Abwasserentsorgung sowie der Heizungsbau. 

## Schweiz

### Ausbildung
Die Ausbildung dauert vier Jahre. Der Vorgänger im Beruf hieß Sanitärmonteur.
Die drei Lernorte sind Betrieb, Berufsfachschule und Überbetriebliche Kurse. Die Berufsfachschule wird an einem Tag die Woche besucht.

### Weiterbildungsmöglichkeiten
- Verkürzte Grundbildung in verwandten Berufen
- Berufsprüfung
  - Chefmonteur/in Sanitär mit eidg. Fachausweis
  - Energieberater/in Gebäude mit eidg. Fachausweis
- höhere Fachprüfung
  - Sanitärmeister/in
  - Dipl. Leiter/in in Facility-Management
  - Dipl. Sanitärplaner/in

## Verwandte Berufe
- Haustechnikpraktiker